# ملعب فاتح تريم ببشاق شهر
ملعب فاتح تريم ببشاق شهر (بالتركية: Başakşehir Fatih Terim Stadyumu)‏ هو ملعب لكرة قدم في منطقة بشاق شهر في إسطنبول، تركيا، تم اطلاق اسمه تكريماً على شرف لاعب كرة القدم التركي ومدير الأندية الناجح فاتح تريم.
تم افتتاح الملعب رسميًا للجمهور في 26 يوليو 2014م، وسعته 17156  متفرجًا، وهو الملعب الرسمي الجديد الحاضن لنادي إسطنبول بشاق شهر لكرة القدم (بالتركية: İstanbul Başakşehir FK)‏ الذي يلعب في الدوري التركي الممتاز (بالتركية: Süper Lig)‏.   
تم الانتهاء من بناء الملعب في حوالي 16 شهرا، وكانت تكلفته 178 مليون ليرة تركية. 

## معرض الصور

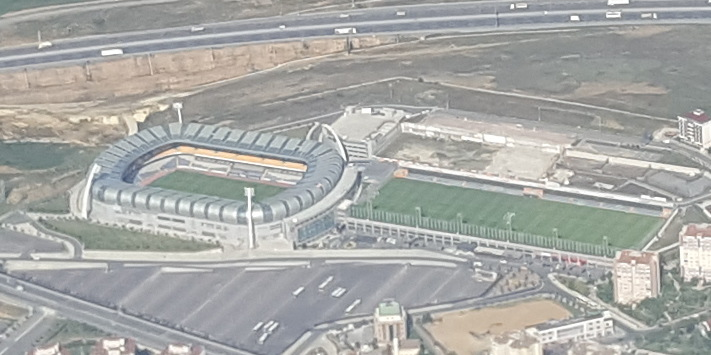
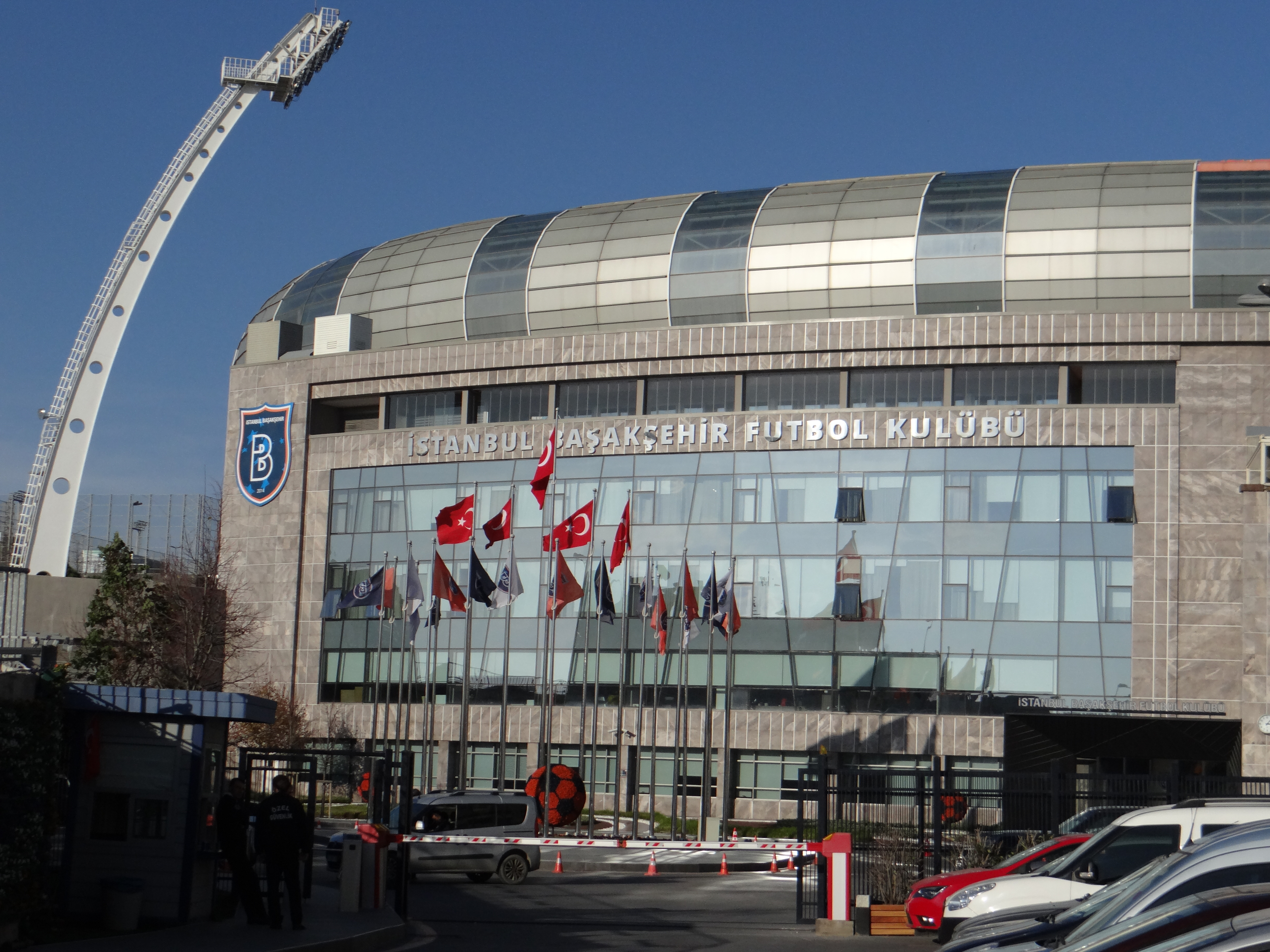
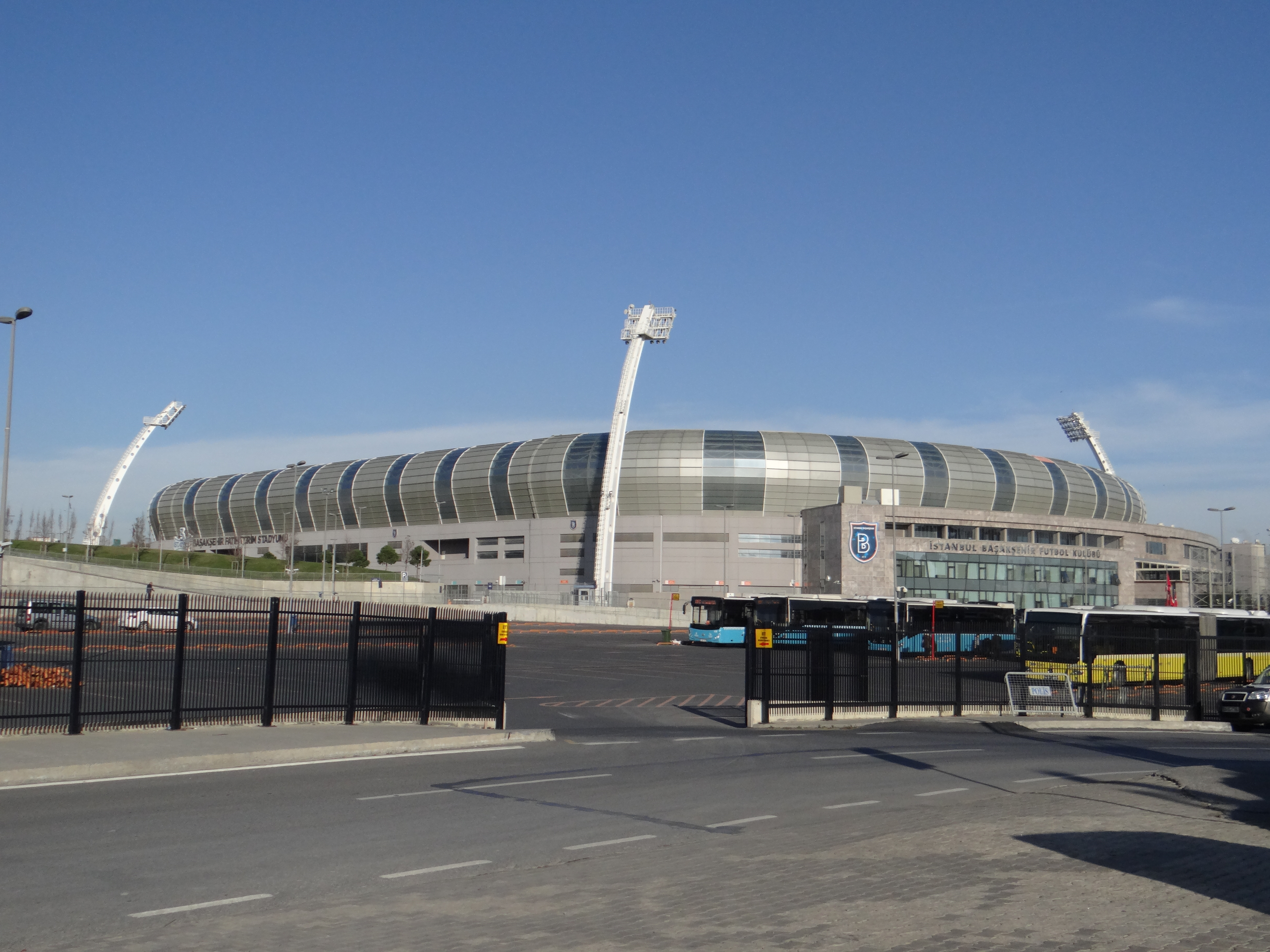
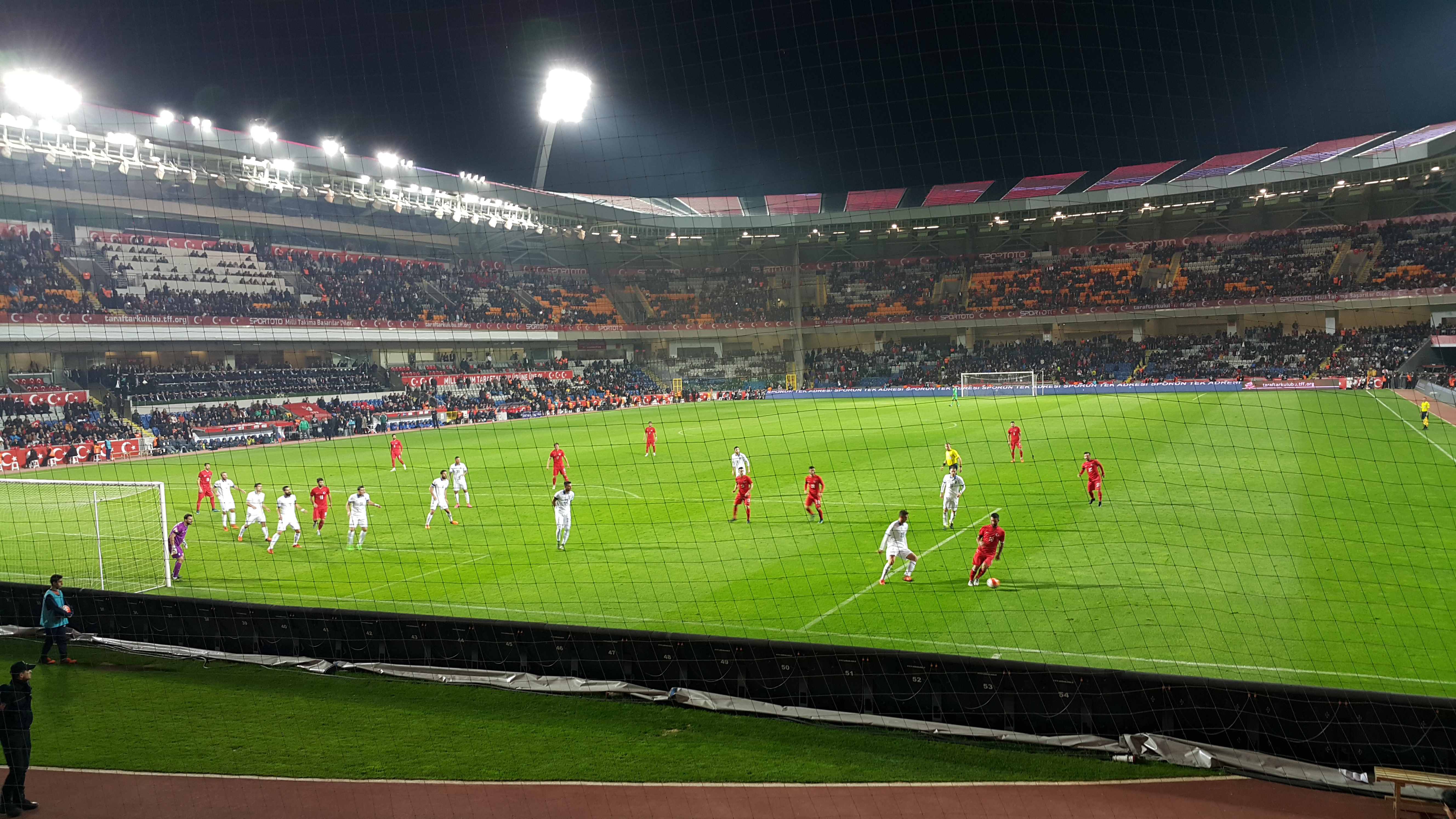
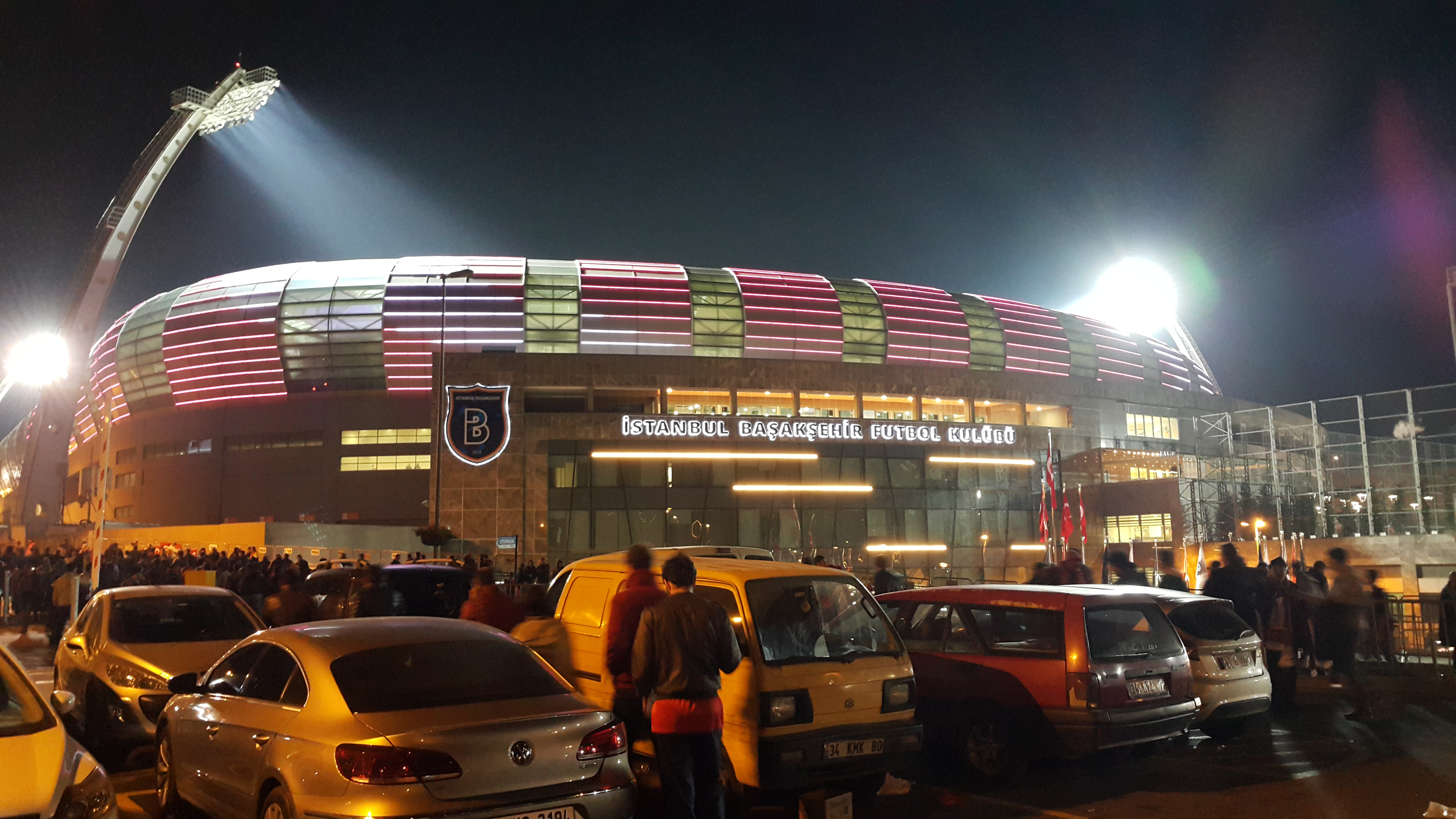
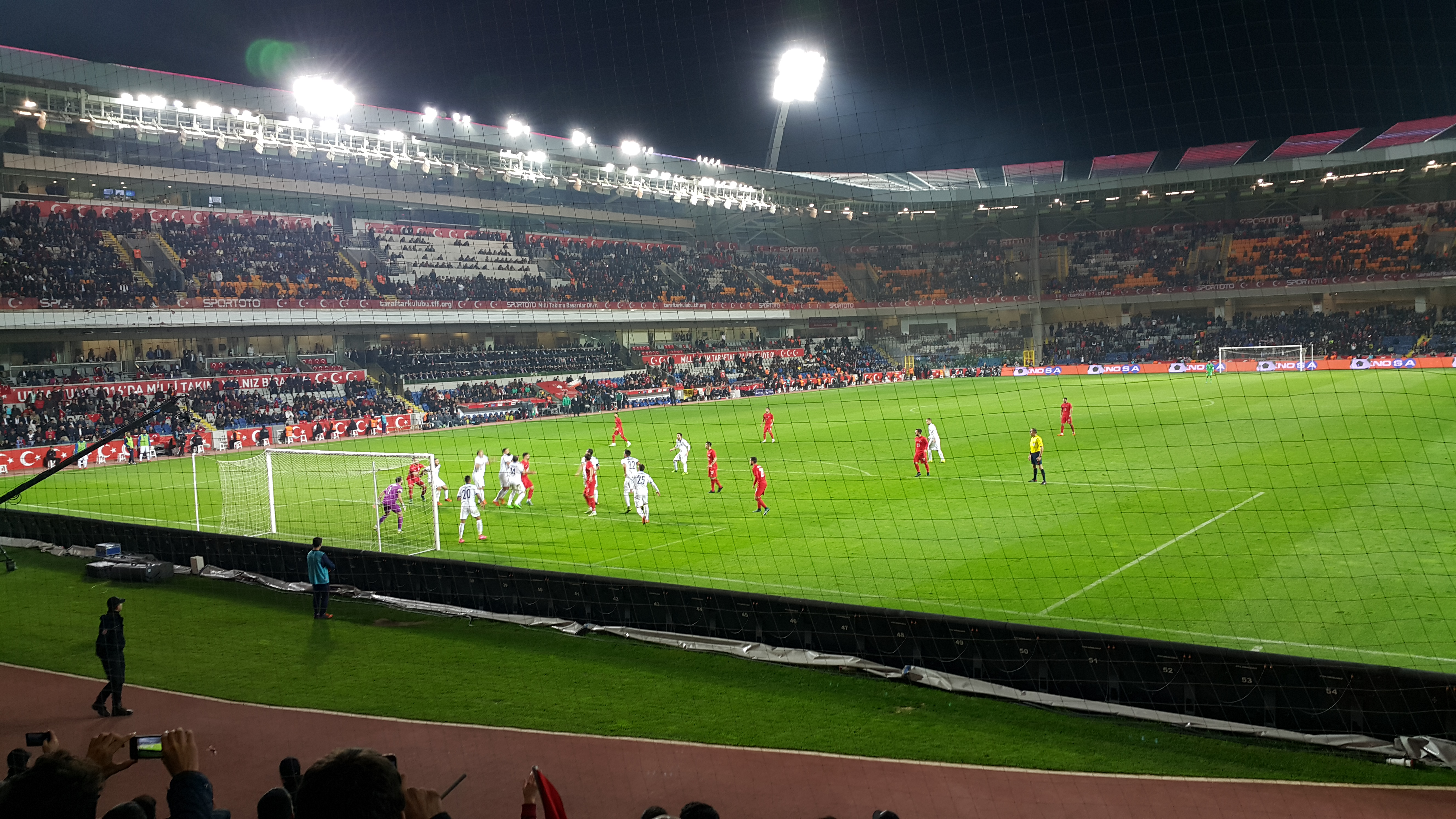